# Chrysops calopterus
Chrysops calopterus är en tvåvingeart som beskrevs av James Stewart Hine 1905. Chrysops calopterus ingår i släktet Chrysops och familjen bromsar.
Artens utbredningsområde är Guatemala. Inga underarter finns listade i Catalogue of Life.